# 주파라과이 대한민국 대사관
주파라과이 대한민국 대사관(스페인어: Embajada de la República de Corea en Paraguay)은 1976년 파라과이 아순시온에 개설된 대한민국 외교부 소속의 대사관이다.

## 역사
대한민국은 1962년 6월 12일에 파라과이와 외교 관계를 수립했다. 대한민국은 1976년 3월 21일에 파라과이 아순시온에 주파라과이 대한민국 대사관을 설립했다. 파라과이는 대한민국과 수교한 이후에 한동안 주일본 파라과이 대사관에서 대한민국과 관련된 외교 임무를 겸임해 오다가 1984년 11월에 대한민국 서울에 주한 파라과이 대사관을 설립했다.

## 역대 공관장
| 대수        | 성명   | 임명             |
| ----------- | ------ | ---------------- |
| 제1대 대사  | 박준하 | 1976년 7월 25일  |
| 제2대 대사  | 탁나현 | 1980년 12월 29일 |
| 제3대 대사  | 김석규 | 1983년 3월 31일  |
| 제4대 대사  | 권영순 | 1986년 5월 13일  |
| 제5대 대사  | 김홍수 | 1989년 4월 12일  |
| 제6대 대사  | 경창헌 | 1992년 7월 2일   |
| 제7대 대사  | 신동련 | 1995년 7월 4일   |
| 제8대 대사  | 김주억 | 1999년 3월 15일  |
| 제9대 대사  | 정영구 | 2001년 9월 24일  |
| 제10대 대사 | 김병권 | 2004년 9월 15일  |
| 제11대 대사 | 김주택 | 2007년 10월 14일 |
| 제12대 대사 | 박동원 | 2010년 9월 16일  |
| 제13대 대사 | 한명재 | 2013년 11월 29일 |
| 제14대 대사 | 안민식 | 2016년 12월 13일 |
| 제15대 대사 | 우인식 | 2020년 2월 18일  |
| 제16대 대사 | 윤찬식 | 2023년 1월 12일  |

## 같이 보기
- 대한민국-파라과이 관계
- 주한 파라과이 대사관
- 대한민국의 재외공관 목록
- 파라과이 주재 외국공관 목록